# De Havilland DH.60 Moth

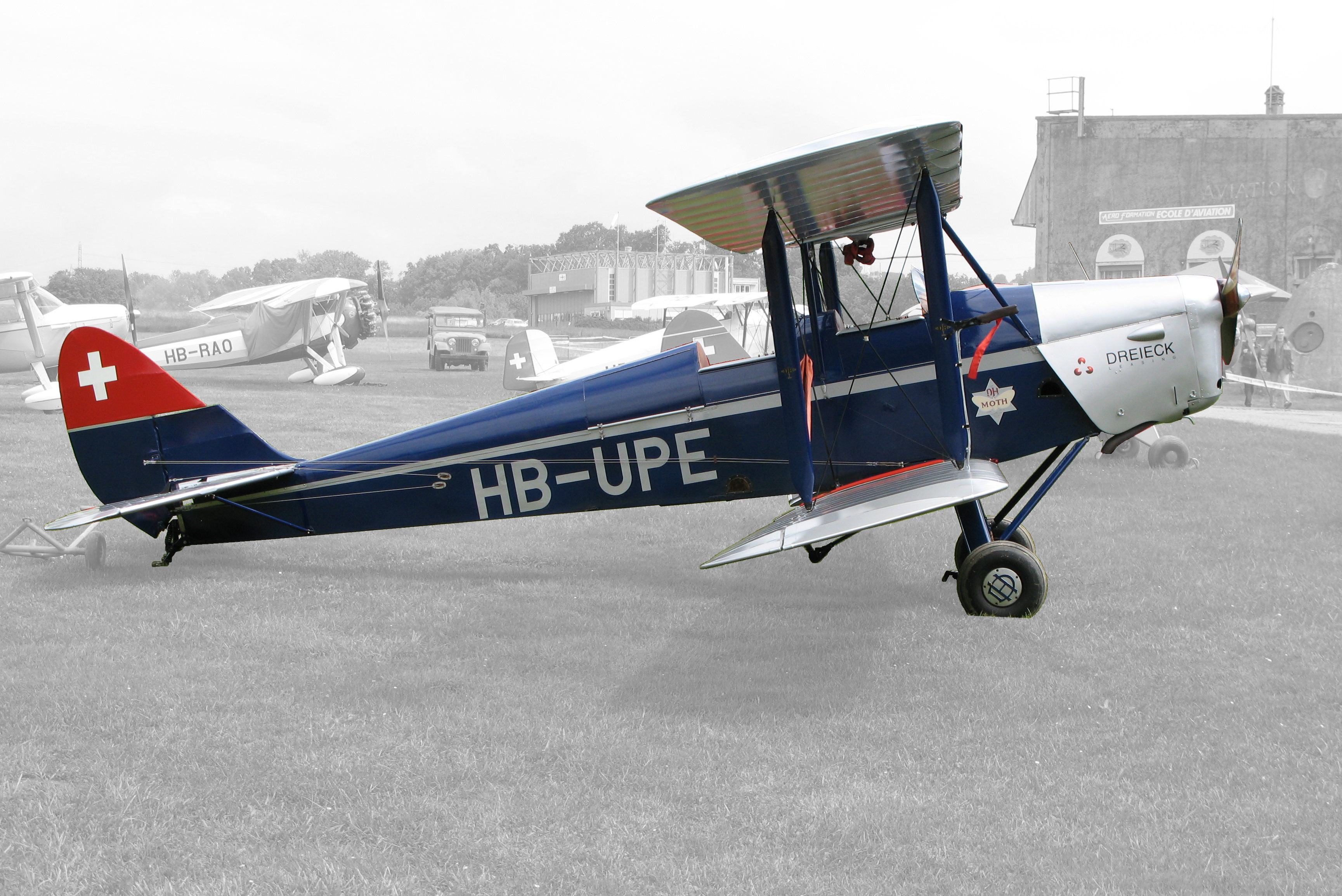
Un DH.60 Cirrus Moth con immatricolazione svizzera ancora in condizioni di volo

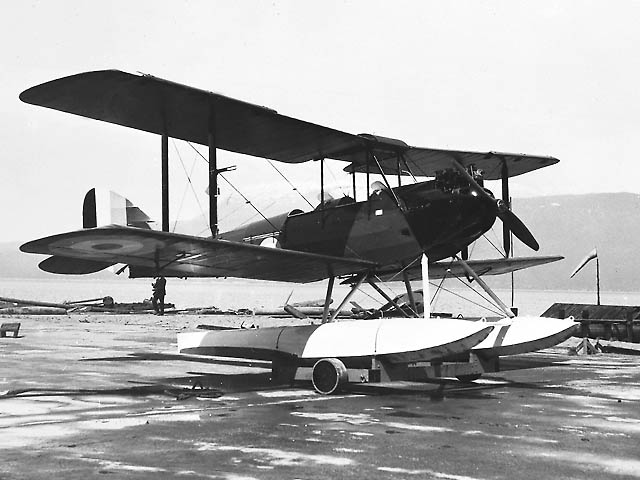
Un DH.60 Cirrus Moth versione idro della Royal Canadian Air Force

Il de Havilland DH.60 Moth era un biplano monomotore da turismo, usato anche come da addestramento, prodotto in numerose versioni dall'azienda britannica de Havilland Aircraft Company a partire dalla metà degli anni venti.

## Storia del progetto
Il DH.60 viene progettato dal titolare dell'azienda Geoffrey de Havilland come sviluppo del precedente e più grande DH.51 del 1924, anch'esso un biplano, realizzato in soli tre esemplari.

## Tecnica
La fusoliera era a sezione quadrangolare, realizzata in legno e rivestita da compensato telato e verniciato, dotata di due abitacoli di pilotaggio aperti in tandem, con il posteriore riservato per l'istruttore o passeggero, e forniti di doppi comandi. Posteriormente terminava in una coda dall'impennaggio tradizionale monoderiva dagli ampi piani di coda. La configurazione alare era biplana con le ali inferiore e superiore di ugual misura e dimensioni. Entrambe erano realizzate con struttura in legno ricoperta in tela, con la sola inferiore dotata di alettoni, controventate, collegate tra loro tramite montanti tubolari e tiranti in filo d'acciaio. Il carrello d'atterraggio era fisso a ruote indipendenti, dotato anteriormente di gambe di forza controventate ed ammortizzate ed integrato posteriormente da un pattino di coda anch'esso ammortizzato. La propulsione era affidata ad una nutrita serie di motorizzazioni diverse sia nell'architettura che nella gamma di potenza, tutte comunque abbinate ad un'elica bipala in legno.

## Utilizzatori

### Militari
Australia
- Royal Australian Air Force

 Brasile
- Serviço de Aviação Militar (AvM)

 Canada
- Royal Canadian Air Force

 Cile
- Fuerza Aérea de Chile (Fuerza Aérea Nacional 1930-1938)

 Danimarca
- Hærens Flyvertropper

 Egitto
- Royal Egyptian Air Force

 Finlandia
- Suomen ilmavoimat

 Irlanda
- Aer Chór na hÉireann

 Iraq
 Norvegia
- Hærens Flyvevesen

 Nuova Zelanda
- Royal New Zealand Air Force
  - No. 4 Squadron RNZAF

 Polonia
- Siły Powietrzne

 Spagna
- Fuerzas Aéreas de la República Española

 Spagna
- Ejército del Aire

 Svezia
- Svenska Flygvapnet

 Regno Unito
- Royal Air Force
  - No. 24 Squadron RAF
  - No. 173 Squadron RAF
  - No. 510 Squadron RAF

 Stati Uniti
- United States Navy